# Materdomini Volley 2014-2015
Questa voce raccoglie le informazioni riguardanti la Materdomini Volley nelle competizioni ufficiali della stagione 2014-2015.

## Stagione
La stagione 2014-15 è per la Materdomini Volley l'ottava, la seconda consecutiva, in Serie A2: in panchina viene confermato l'allenatore Vincenzo Fanizza, mentre la rosa viene in buona parte variata, continuando sempre sulla linea giovane, con gli arrivi di Alessandro Bevilacqua, Alessandro Giosa e Michele Morelli,  che si aggiungono ai confermati Maurizio Castellano, Vincenzo Spadavecchia ed Enrico Libraro, quest'ultimo ceduto a stagione in corso; tra le principali cessioni quelle di Roberto Cazzaniga, Davide Pellegrini e Matteo Sperandio.
Il campionato inizia con la sconfitta al tie-break contro il Corigliano Volley, mentre la prima vittoria arriva nella giornata successiva ai danni dell'Atlantide Pallavolo Brescia, a cui ne segue un'altra sul campo della Pallavolo Azzurra Alessano: nel prosieguo del girone di andata si alternano risultati positivi ad altri negativi che portano il club di Castellana Grotte all'ottavo posto in classifica, non utile per qualificarsi alla Coppa Italia di Serie A2. Il girone di ritorno si apre con sei sconfitte consecutive, prima della vittoria per 3-2 sulla Tuscania Volley: dopo altri due stop, arriva il successo contro per 3-1 in casa della Pallavolo Matera Bulls, prima di cedere nell'ultima partita di regular season alla Pallavolo Impavida Ortona, concludendo al nono posto in classifica, fuori della zona dei play-off promozione.

## Organigramma societario
Area direttiva
- Presidente: Michele Miccolis
- Vicepresidente: Donato Sabatelli
- Segreteria generale: Luciano Magno

Area organizzativa
- Team manager: Isa Franco
- Direttore sportivo: Domenico Lorizio (dal 27 ottobre 2014), Vito Primavera
- Dirigente accompagnatore: Nicola Basalto, Dario Laruccia, Domenico Guglielmi (dal 1º ottobre 2014 al 3 novembre 2014)
- Responsabile progetto giovani: Antonella Impedovo

Area tecnica
- Allenatore: Vincenzo Fanizza
- Allenatore in seconda: Franco Castiglia
- Scout man: Matteo Pastore
- Assistente allenatori: Antonello D'Alessandro, Giuseppe Gasbarro
- Responsabile settore giovanile: Catia Bonfiglio
- Direttore tecnico settore giovanile: Vincenzo Fanizza

Area comunicazione
- Ufficio stampa: Cosimo Sportelli

Area marketing
- Ufficio marketing: Solcom SRL

Area sanitaria
- Staff Medico: Francesco Boggia
- Medico: Egidio Dalena
- Preparatore atletico: Luigi Di Tano
- Fisioterapista: Angela Amodio

## Rosa
| N° | Nome                  | Ruolo | Data di nascita   | Nazionalità sportiva |
| -- | --------------------- | ----- | ----------------- | -------------------- |
| 1  | Michele Morelli       | S/O   | 14 giugno 1991    | Italia               |
| 2  | Luca Marzo            | S/O   | 15 gennaio 1994   | Italia               |
| 3  | Giovanni Primavera    | L     | 29 febbraio 1992  | Italia               |
| 4  | Pietro Latorre        | P     | 14 settembre 1994 | Italia               |
| 5  | Alessandro Nero       | L     | 8 marzo 1997      | Italia               |
| 6  | Mattia Sorrenti       | S     | 6 marzo 1996      | Italia               |
| 7  | Andrea Kouznetsov     | S     | 10 dicembre 1993  | Italia               |
| 7  | Alessandro Bevilacqua | S     | 29 dicembre 1994  | Italia               |
| 8  | Maurizio Castellano   | S     | 17 febbraio 1971  | Italia               |
| 9  | Alessandro Cirocco    | C     | 28 luglio 1996    | Italia               |
| 10 | Michele De Serio      | C     | 30 settembre 1996 | Italia               |
| 11 | Alessandro Primavera  | S     | 1º giugno 1995    | Italia               |
| 12 | Matteo Pedron         | P     | 14 luglio 1992    | Italia               |
| 13 | Vincenzo Spadavecchia | C     | 1º agosto 1993    | Italia               |
| 14 | Alessandro Giosa      | C     | 5 agosto 1977     | Italia               |
| 18 | Enrico Libraro        | S     | 15 aprile 1983    | Italia               |

## Mercato
| Acquisti | Acquisti              | Acquisti           | Acquisti   |
| R.       | Nome                  | da                 | Modalità   |
| -------- | --------------------- | ------------------ | ---------- |
| S        | Alessandro Bevilacqua | Modena             | prestito   |
| C        | Alessandro Giosa      | Matera Bulls       | definitivo |
| S        | Andrea Kouznetsov     | Pulsano            | definitivo |
| P        | Pietro Latorre        | Lacaita Torricella | definitivo |
| S/O      | Luca Marzo            | Lacaita Torricella | definitivo |
| S/O      | Michele Morelli       | Libertas Brianza   | definitivo |
| P        | Matteo Pedron         | Matera Bulls       | definitivo |

| Cessioni | Cessioni              | Cessioni          | Cessioni   |
| R.       | Nome                  | a                 | Modalità   |
| -------- | --------------------- | ----------------- | ---------- |
| L        | Leonardo Battista     | Club Italia       | definitivo |
| C        | Federico Braico       | Real Gioia        | definitivo |
| L        | Vito Bruno            | Real Gioia        | definitivo |
| S/O      | Roberto Cazzaniga     | New Mater         | definitivo |
| S        | Alessandro Ciavarella | Parella           | definitivo |
| S        | Vincenzo Civita       | Cosenza           | definitivo |
| S        | Andrea Kouznetsov     | Virtus Potenza    | definitivo |
| S        | Enrico Libraro        | Aversa            | definitivo |
| P        | Giulio Mariella       | Cinquefrondi      | definitivo |
| P        | Davide Pellegrino     | Top Volley Latina | definitivo |
| S        | Emanuele Petrosillo   | La Fenice Isernia | definitivo |
| C        | Matteo Sperandio      | Argos             | definitivo |

## Risultati

### Serie A2

#### Girone di andata
| 1ª giornata - 19 ottobre 2014 PalaCorigliano, Corigliano Calabro     | Corigliano Volley | 3 - 2 | Materdomini       | 25-22, 25-20, 21-25, 21-25, 15-13 |
| 2ª giornata - 26 ottobre 2014 PalaGrotte, Castellana Grotte          | Materdomini       | 3 - 2 | Atlantide Brescia | 25-18, 26-24, 22-25, 20-25, 15-13 |
| 3ª giornata - 2 novembre 2014 Palazzetto dello Sport, Tricase        | Alessano          | 0 - 3 | Materdomini       | 17-25, 17-25, 21-25               |
| 4ª giornata - 9 novembre 2014 PalaGrotte, Castellana Grotte          | Materdomini       | 0 - 3 | Callipo           | 22-25, 22-25, 23-25               |
| 5ª giornata - 16 novembre 2014 PalaPrincipi, Potenza Picena          | Potentino         | 3 - 2 | Materdomini       | 16-25, 26-24, 25-14, 22-25, 15-10 |
| 6ª giornata - 23 novembre 2014 PalaGrotte, Castellana Grotte         | Materdomini       | 3 - 1 | Libertas Brianza  | 25-23, 22-25, 25-22, 25-19        |
| 7ª giornata - 30 novembre 2014 Palazzetto dello Sport, Montefiascone | Tuscania          | 3 - 0 | Materdomini       | 25-22, 25-23, 25-18               |
| 8ª giornata - 7 dicembre 2014 PalaPolsinelli, Sora                   | Argos             | 3 - 0 | Materdomini       | 25-21, 25-12, 25-21               |
| 9ª giornata - 14 dicembre 2014 PalaGrotte, Castellana Grotte         | Materdomini       | 3 - 2 | Tricolore         | 25-19, 21-25, 19-25, 25-22, 15-12 |
| 10ª giornata - 21 dicembre 2014 PalaGrotte, Castellana Grotte        | Materdomini       | 3 - 1 | Matera Bulls      | 25-21, 16-25, 25-20, 25-15        |
| 11ª giornata - 26 dicembre 2014 Palasport Comunale, Ortona           | Impavida Ortona   | 3 - 2 | Materdomini       | 25-19, 19-25, 12-25, 29-27, 15-7  |

#### Girone di ritorno
| 12ª giornata - 3 gennaio 2015 PalaGrotte, Castellana Grotte   | Materdomini       | 0 - 3 | Corigliano Volley | 21-25, 22-25, 23-25               |
| 13ª giornata - 11 gennaio 2015 PalaSanFilippo, Brescia        | Atlantide Brescia | 3 - 1 | Materdomini       | 25-21, 25-18, 31-33, 25-20        |
| 14ª giornata - 18 gennaio 2015 PalaGrotte, Castellana Grotte  | Materdomini       | 1 - 3 | Alessano          | 19-25, 22-25, 25-18, 22-25        |
| 15ª giornata - 25 gennaio 2015 PalaValentia, Vibo Valentia    | Callipo           | 3 - 0 | Materdomini       | 25-18, 25-21, 25-22               |
| 16ª giornata - 1º febbraio 2015 PalaGrotte, Castellana Grotte | Materdomini       | 1 - 3 | Potentino         | 20-25, 19-25, 25-19, 23-25        |
| 17ª giornata - 15 febbraio 2015 PalaParini, Cantù             | Libertas Brianza  | 3 - 1 | Materdomini       | 25-18, 25-23, 25-27, 25-14        |
| 18ª giornata - 22 febbraio 2015 PalaGrotte, Castellana Grotte | Materdomini       | 3 - 2 | Tuscania          | 16-25, 28-26, 20-25, 25-22, 15-13 |
| 19ª giornata - 1º marzo 2015 PalaGrotte, Castellana Grotte    | Materdomini       | 2 - 3 | Argos             | 25-21, 23-25, 25-23, 25-27, 10-15 |
| 20ª giornata - 8 marzo 2015 PalaBigi, Reggio nell'Emilia      | Tricolore         | 3 - 0 | Materdomini       | 25-16, 25-18, 25-23               |
| 21ª giornata - 14 marzo 2015 PalaSassi, Matera                | Matera Bulls      | 1 - 3 | Materdomini       | 26-24, 19-25, 21-25, 20-25        |
| 22ª giornata - 22 marzo 2015 PalaGrotte, Castellana Grotte    | Materdomini       | 2 - 3 | Impavida Ortona   | 19-25, 25-18, 25-27, 25-18, 10-15 |

## Statistiche

### Statistiche di squadra
| Competizione | Punti | In casa | In casa | In casa | In trasferta | In trasferta | In trasferta | Totale | Totale | Totale |
| Competizione | Punti | G       | V       | P       | G            | V            | P            | G      | V      | P      |
| ------------ | ----- | ------- | ------- | ------- | ------------ | ------------ | ------------ | ------ | ------ | ------ |
| Serie A2     | 23    | 11      | 5       | 6       | 11           | 2            | 9            | 22     | 7      | 15     |
| Totale       | -     | 11      | 5       | 6       | 11           | 2            | 9            | 22     | 7      | 15     |

G = partite giocate; V = partite vinte; P = partite perse

### Statistiche dei giocatori
| Giocatore       | Serie A2 | Serie A2 | Serie A2 | Serie A2 | Serie A2 | Totale | Totale | Totale | Totale | Totale |
| Giocatore       | P        | PT       | AV       | MV       | BV       | P      | PT     | AV     | MV     | BV     |
| --------------- | -------- | -------- | -------- | -------- | -------- | ------ | ------ | ------ | ------ | ------ |
| A. Bevilacqua   | 17       | 150      | 124      | 20       | 6        | 17     | 150    | 124    | 20     | 6      |
| M. Castellano   | 19       | 244      | 201      | 27       | 16       | 19     | 244    | 201    | 27     | 16     |
| A. Cirocco      | 2        | 1        | 0        | 1        | 0        | 2      | 1      | 0      | 1      | 0      |
| M. De Serio     | 2        | 0        | 0        | 0        | 0        | 2      | 0      | 0      | 0      | 0      |
| A. Giosa        | 22       | 128      | 88       | 32       | 8        | 22     | 128    | 88     | 32     | 8      |
| A. Kouznetsov   | 2        | 0        | 0        | 0        | 0        | 2      | 0      | 0      | 0      | 0      |
| P. Latorre      | 15       | 6        | 2        | 0        | 4        | 15     | 6      | 2      | 0      | 4      |
| E. Libraro      | 3        | 49       | 44       | 4        | 1        | 3      | 49     | 44     | 4      | 1      |
| L. Marzo        | 14       | 28       | 21       | 5        | 2        | 14     | 28     | 21     | 5      | 2      |
| M. Morelli      | 21       | 497      | 436      | 43       | 18       | 21     | 497    | 436    | 43     | 18     |
| A. Nero         | 21       | -        | -        | -        | -        | 21     | -      | -      | -      | -      |
| M. Pedron       | 18       | 57       | 23       | 27       | 7        | 18     | 57     | 23     | 27     | 7      |
| A. Primavera    | 19       | 42       | 29       | 2        | 11       | 19     | 42     | 29     | 2      | 11     |
| G. Primavera    | 20       | -        | -        | -        | -        | 20     | -      | -      | -      | -      |
| M. Sorrenti     | 4        | 7        | 6        | 1        | 0        | 4      | 7      | 6      | 1      | 0      |
| V. Spadavecchia | 22       | 173      | 105      | 65       | 3        | 22     | 173    | 105    | 65     | 3      |

P = presenze; PT = punti totali; AV = attacchi vincenti; MV = muri vincenti; BV = battute vincenti